# Canadasbergske

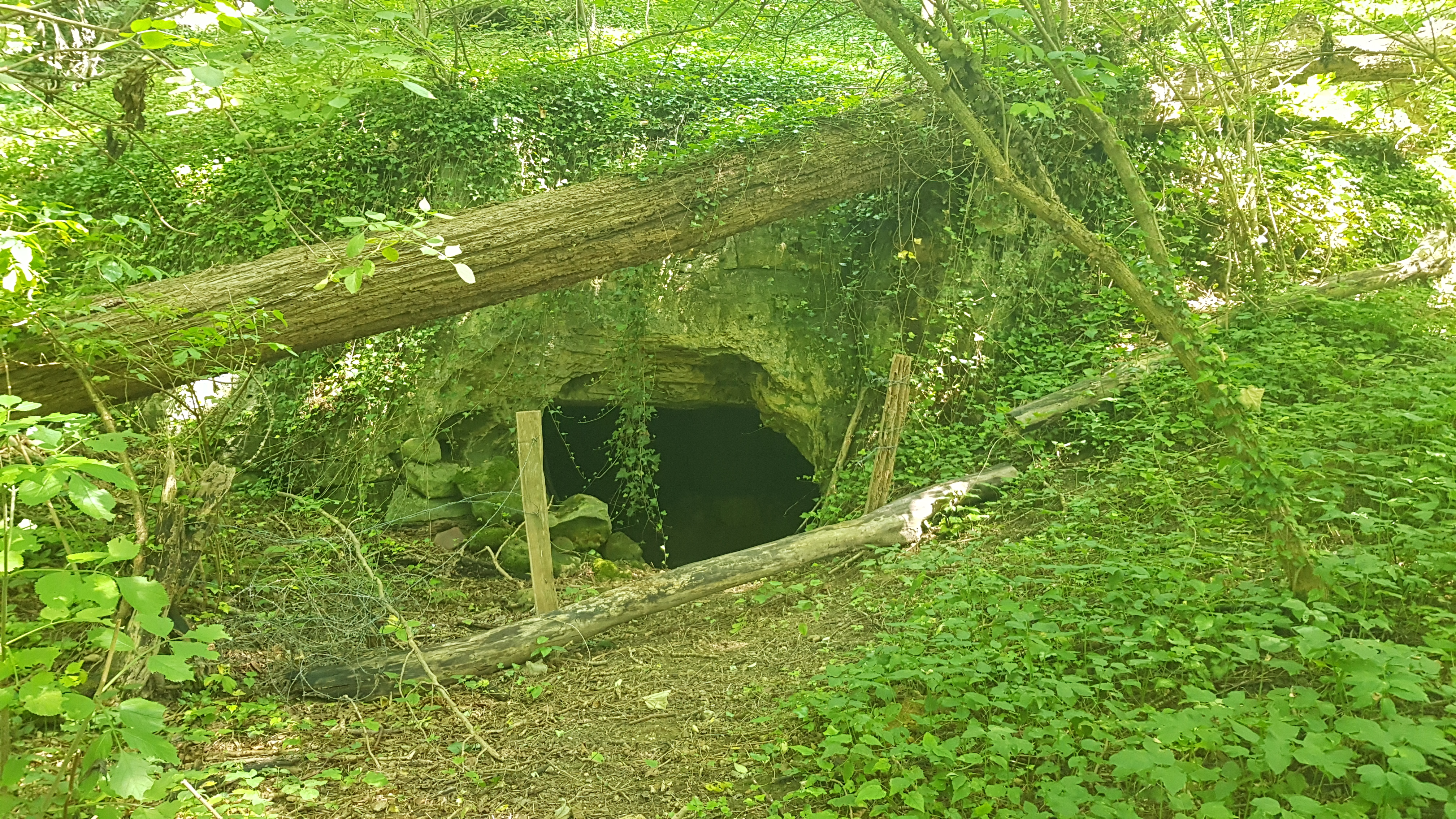
een ingang van het Canadasbergske

Het Canadasbergske is een Limburgse mergelgroeve in de Nederlandse gemeente Valkenburg aan de Geul in Zuid-Limburg. De ondergrondse groeve ligt ten zuidoosten van Valkenburg in het zuidelijk deel van het hellingbos Biebosch op de noordoostelijke rand van het Plateau van Margraten in de overgang naar het Geuldal. Ter plaatse duikt het plateau een aantal meter steil naar beneden, de groeve zelf ligt nabij een holle weg (IJzeren Koeweg) die ligt ingesneden in het plateau vanuit de Sibbergrubbe.
Op enkele meters noordelijk van de groeve ligt het Ingvarsputje. Op 70 meter naar het noorden ligt de Groeve van de Verdwenen Honden, op ongeveer 65 meter naar het oosten ligt de groeve Sansovet, op ongeveer 80 meter naar het zuidoosten ligt de Sint-Jansboschheidegroeve en op ongeveer 80 meter naar het zuidoosten ligt de Heiberggroeve.

## Geschiedenis
Van de 17e tot de 19e eeuw werd de groeve door blokbrekers ontgonnen voor de winning van kalksteen.

## Groeve
De groeve heeft een oppervlakte van ongeveer 579 vierkante meter en een ganglengte van ongeveer 17 meter. De groeve heeft twee ingangen.